# Рудольф Заальбах
Рудольф Заальбах (нім. Rudolf Saalbach; 18 березня 1911, Гросенгайн — травень 1945, Берлін) — офіцер військ СС, гауптштурмфюрер СС. Кавалер Лицарського хреста Залізного хреста.

## Нагороди[1]
- Залізний хрест 2-го і 1-го класу
- Нагрудний знак «За танкову атаку»
- Медаль «За зимову кампанію на Сході 1941/42»
- Нагрудний знак ближнього бою в бронзі
- Хрест Воєнних заслуг 2-го класу з мечами
- Лицарський хрест Залізного хреста (12 березня 1944) - як гауптштурмфюрер СС і командир 11-го танково-розвідувального дивізіону СС «Норланд».